# Enriqueta Tarrés

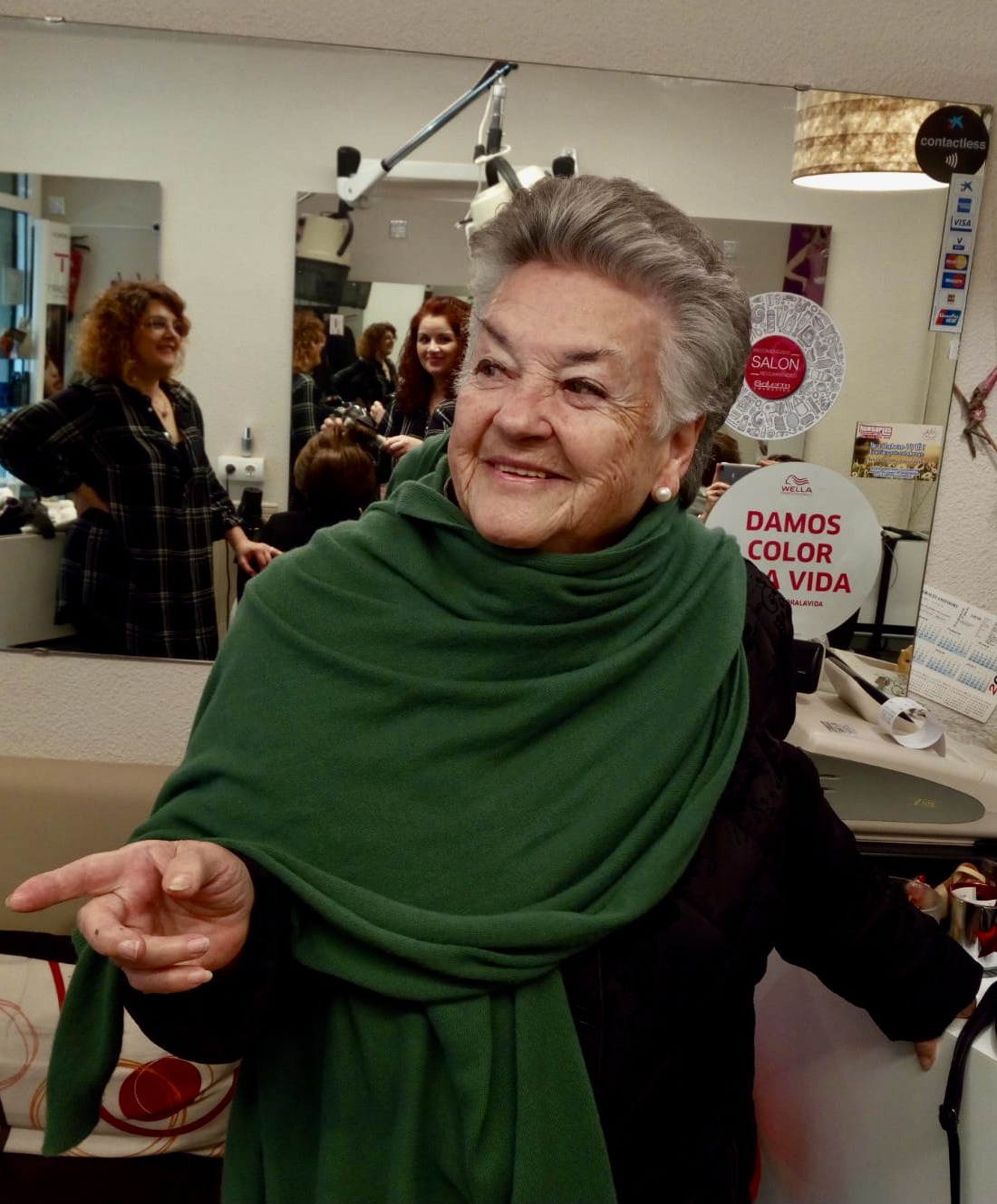
Enriqueta Tarrés (2023)

Enriqueta Tarrés (* 17. März 1934 in Barcelona; † 18. November 2024 ebenda) war eine spanische Opernsängerin (Sopran).

## Leben

### Ausbildung und Anfänge
Enriqueta Tarrés wurde als Tochter des Konditors Manuel Tarrés und dessen Ehefrau Maria Rabassa geboren. Unterstützt von ihrer Mutter, begann sie ihre musikalische Ausbildung im Alter von 8 Jahren. Von 1946 bis 1952 studierte sie Klavier und Gesang am Conservatorio Superior de Música in Barcelona. Ihre Gesangslehrerin war die Mezzosopranistin Concepción Callao (1895–1959). Weitergehende Studien erfolgten in Paris und bei Mercèdes Llopart in Mailand.
1954 debütierte sie als Konzertsängerin im Palau de la Música Catalana in Franz Liszts Oratorium Die Legende von der heiligen Elisabeth 1955 war sie Siegerin beim Internationalen Gesangswettbewerb von Toulouse (Concours international de chant de Toulouse). Ihr Debüt als Opernsängerin gab sie 1956 als Leonora in Il trovatore bei einer Freilichtaufführung in der Arena von Valencia (Plaza de Toros). 1956 sang sie am Teatro Principal in Valencia die Trovatore-Leonora und die Desdemona in Otello. Anschließend folgte ein Engagement am Teatro Calderón in Madrid.

### Karriere
Im Dezember 1957 debütierte sie am Gran Teatre del Liceu in Barcelona als Marguerite in Faust in der ersten in französischer Originalsprache gesungenen Faust-Aufführung in Barcelona. Dort trat sie bis 1960 neben der Marguerite auch als Gräfin in Le nozze di Figaro und als Mimì in La Bohème auf.
Tarrés hatte anschließend Festengagements am Theater Basel (1960–1962), am Opernhaus Wuppertal (1962–1964) und ab 1964 an der Staatsoper Hamburg. Gastverträge ging sie in Deutschland mit der Deutschen Oper am Rhein (ab 1963) und der Staatsoper Stuttgart (ab 1969) ein. Im Juni 1976 wirkte sie an der Staatsoper Stuttgart in der Uraufführung der Oper Das Mädchen aus Domrémy von Giselher Klebe mit.
1983 sang sie am Teatro Zarzuela in Madrid in der Zarzuela Curro Vargas von Ruperto Chapí. In der Spielzeit 1985/86 übernahm sie am Gran Teatre del Liceu in Barcelona die Rolle der Jocasta in der Uraufführung der Oper Èdip i Jocasta von Josep Soler. Im Januar 1987 sang sie am Gran Teatre del Liceu in Barcelona noch einmal in zwei Vorstellungen die Titelrolle in Aida. 1990 gastierte sie am Teatro Zarzuela in Madrid in der Partie der Mutter in der Uraufführung der Oper El viajero indiscreto von Luis de Pablo. In der Spielzeit 1991/92 trat sie am Gran Teatre del Liceu als Elettra in Idomeneo auf.
Tarrés trat auch als Konzertsängerin u. a. mit Werken von Johann Sebastian Bach, Gioacchino Rossini, Giuseppe Verdi und Richard Strauss (Vier letzte Lieder) hervor. 1974 sang sie in Zürich im Verdi-Requiem. 1976 war sie im Palau de la Música Catalana in Barcelona in Rossinis Stabat Mater zu hören.
Tarrés war Gesangsprofessorin am Conservatorio de Vila-seca in Tarragona und am Conservatorio Superior de Música del Liceo de Barcelona. Sie erhielt eine Reihe von Auszeichnungen, u. a. von der Berliner Staatsoper den Titel „Kammersängerin“ und den Premio al mejor Intérprete Catalán.

### Gastspiele
Enriqueta Tarrés gastierte an zahlreichen Opernhäusern in Europa und in Übersee und wirkte bei internationalen Musikfestspielen mit.
1962 und 1964 gastierte sie beim Glyndebourne Festival als Ariadne in der Erstfassung von Ariadne auf Naxos und als Elettra in Idomeneo. 1963 gastierte sie als Elettra auch beim Festival d’Aix-en-Provence.
Im März 1966 debütierte Tarrés an der Wiener Staatsoper, wo sie bis 1970 Elisabeth von Valois in Don Carlos, Donna Anna und Chrysothemis in Elektra sang. Im Mai 1971 sprang sie an der Wiener Staatsoper kurzfristig für die absagende Montserrat Caballé als Leonora in Il trovatore ein.
Im März 1967 debütierte Tarrés als kurzfristige Einspringerin in der Rolle der Chrysothemis in Elektra an der Staatsoper Berlin, wo sie anschließend bis 1984 regelmäßig immer wieder auftrat. Im Juni 1969 gastierte sie dort erstmals in der Titelrolle der Oper Madama Butterfly. In der Spielzeit 1969/70 gab sie an der Berliner Staatsoper ihre Hausdebüts als Donna Anna in Don Giovanni, Elisabeth von Valois in Don Carlos sowie in der Titelrolle von Ariadne auf Naxos. Im Mai 1970 sprang sie außerdem kurzfristig als Santuzza in Cavalleria rusticana ein. In der Spielzeit 1970/71 übernahm sie Rolle der Kaiserin in einer Neuinszenierung der Oper Die Frau ohne Schatten (Regie: Harry Kupfer), die sie auch in den weiteren Spielzeiten sang. Außerdem trat sie in dieser Spielzeit als Leonore in Fidelio auf. Im April 1972 sang sie an der Berliner Staatsoper die Mimì in La Bohème. Im Juli 1973 folgte ihr Hausdebüt als Desdemona in Othello, im Oktober 1974 das Hausdebüt als Aida. In der Spielzeit 1978/79 gastierte sie an der Staatsoper Berlin wieder als Kaiserin in Die Frau ohne Schatten. In der Spielzeit 1979/80 folgte, neben Rollen wie Kaiserin und Aida, an der Berliner Staatsoper das Hausdebüt als Marschallin in Der Rosenkavalier. In der Spielzeit 1980/81 gab sie ihr Hausdebüt als Vitellia in La clemenza di Tito. Ihr letzter Auftritt an der Berliner Staatsoper war im April 1984 als Marschallin in Der Rosenkvalier.
Im Dezember 1973 debütierte sie, an der Seite von Franco Corelli (Rodolfo), als Mimì in La Boheme an der Metropolitan Opera, an der sie bis Oktober 1974 in insgesamt 9 Vorstellungen als Mimì und Madame Butterfly auftrat.
Im Mai 1982 gastierte sie als Elisabeth von Valois in Don Carlos an der Oper Köln. Sie gastierte außerdem am Teatro La Fenice in Venedig (als Marschallin), an der Covent Garden Opera (als Desdemona), am Teatro Bellas Artes in Mexiko-Stadt (1970, als Chrysothemis) sowie beim Lausanne-Festival (1983, als Marschallin) und bei den Opernfestspielen in der Arena di Verona (1984, als Carmen).
1984 wirkte sie in Philadelphia in einer konzertanten Aufführung von Manuel de Fallas Oper La vida breve unter der musikalischen Leitung von Rafael Frühbeck de Burgos in der Rolle der Salud mit.

### Privates
Enriqueta Tarrés war mit dem DAG-Gewerkschaftssekretär Gerhard Herbert († 1983) verheiratet. Aus der Ehe ging eine Tochter hervor. Nach dem Tode ihres Mannes lebte sie ab 1984 wieder in Barcelona, wo sie zahlreiche Solo-Partien in Oratorien und religiösen Musikwerken sang.
Tarrés starb im November 2024 im Alter von 90 Jahren in ihrer Geburts- und Heimatstadt Barcelona.

## Tondokumente
Die Stimme von Enriqueta Tarrés ist in verschiedenen Schallplatten- und Rundfunkaufnahmen sowie in Live-Mitschnitten dokumentiert. Als Live-Mitschnitt existiert u. a. eine Aufnahme des Idomeneo (Aix-en-Provence, 1963), in der Tarrés unter der musikalischen Leitung von Peter Maag die Elettra singt.
In der Ersteinspielung der Oper Atlántida von Manuel de Falla (EMI/HMV, 1977/78) sang sie die Königin Isabella. Ihre Schallplatten erschienen außerdem bei BASF (Trionfi von Carl Orff), MRF/Myto (vollständige Aufnahme der Oper Die Hugenotten, als Valentine) und HRE (als Elettra in Idomeneo, Glyndebourne Festival 1964). Außerdem sang sie die Titelrolle in einer beim WDR entstandenen deutschsprachigen Gesamtaufnahme der Operette Die Großherzogin von Gerolstein, die 1984 bei EMI/Electrola auf Schallplatte veröffentlicht wurde.